# Guy Lönngren

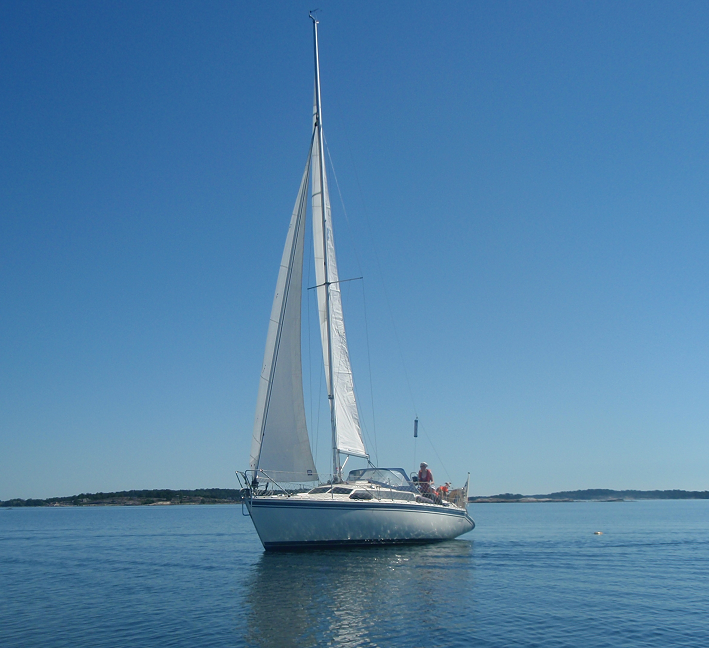
Guyline-95

Guy Christer Lönngren, född 15 oktober 1943 i Helsingfors, är en finländsk formgivare och segelbåtkonstruktör. 
Lönngren, som är utexaminerad från Konstindustriella högskolan, är känd för att konstruera okonventionella familjebåtar, med ett maximum av utrymme inom in- och utvändiga glasfiberskal. Han visar föga respekt för traditionella skönhetsideal och mätregler; upphovsman till den knubbiga storsäljaren Guy 22 (i produktion 1976–1990) och dess större 1980-talssyskon Guy 27 och 33. Den slankare Guyline-serien kring 1983–1991 med svängbar köl hade typbeteckningarna 90, 95, 105, 3800 och 822. Han väckte uppmärksamhet 1999 med den radikala One 40-segelbåten. Han har även formgivit bland annat fartyg, bussar, husvagnar och tandläkarstolar samt gjort förslag till flytande hus i stadsmiljö. Han driver sin egen byrå Guy Design Group i S:t Karins.